# Elizabeth Mitchell
Elizabeth Mitchell (Los Angeles, 27 de març de 1970) és una actriu estatunidenca.

## Biografia
És la gran de les seves dues germanes, Kristie (nascuda el 1978) i Kate (nascuda el 1982). Els seus pares són advocats.
D'adolescent fa teatre durant 7 anys: al "Dallas Theater Center" (6 anys) i a l'Encore Theater (1 any) i interpreta diverses peces. Surt diplomada de la "Booker T. Washington High School" i obté una llicènciatura de teatre a l'"Stephen College de Columbia" (Missouri).
Debuta a la televisió el 1994 en la sèrie Loving. És amb el seu paper de Juliet Burke en la sèrie d'èxit Lost, que es fa conèixer a partir del 2006. Des del 2009, surt regularment a Remake de V, sota els trets d'Erica Evans, un agent de l'FBI.
Està casada amb l'actor i professor d'art dramàtic, Chris Soldevilla, des del 13 de juny del 2004, i amb qui ha tingut un fill, Christopher Jr, nascut el 4 de setembre del 2005. Vivia a Hawaii a l'illa d'Oahu durant el rodatge de la sèrie Lost però el seu domicili és a Bainbridge Island prop de Seattle.

## Filmografia

### Televisió
- 1994: Loving (sèrie TV): Dinah Lee Mayberry Alden McKenzie #2 (1994-1995)
- 1996: L.A. Firefighters (sèrie TV): Laura Malloy
- 1996: The Sentinel, episodi "Scoop" (sèrie TV): Wendy Hawthorne
- 1997: Comfort, Texas (telefilm)
- 1997: JAG, episodi The Court-Martial of Sandra Gilbert (sèrie TV): Tinent Sandra Gilbert
- 1998: GIA (telefilm) amb Angelina Jolie: Linda
- 1998: Significant Others (sèrie TV): Jane Chasen
- 2000: The Linda McCartney Story (TV): Linda McCartney
- 2000-2001: ER (sèrie TV): Dr. Kim Legaspi
- 2001: The Beast (sèrie TV): Alice Allenby
- 2002: Spin city (sèrie TV): Temporada 6, episodi 10
- 2002: Man and Boy (telefilm TV): Cyd Mason
- 2003: The Lyon's Den (sèrie TV): Ariel Saxon
- 2004: 3: The Dale Earnhardt Story (telefilm): Teresa Earnhardt
- 2004: Boston Justice, 1 episodi.
- 2004: Dr. House (sèrie TV), 1 episodi: Soeur Mary Augustine
- 2006-2010: Lost (sèrie TV): Juliet Burke
- Des de 2009: V (sèrie TV): Erica Evans

### Cinema
- 1999: Molly: Beverly Trehare
- 2000: Frequency: Julia 'Jules' Sullivan
- 2000: Perseguint la Betty (Nurse Betty) de Neil LaBute amb Renée Zellweger: Chloe Jensen
- 2001: Hollywood Palms: Blair
- 2001: Double Bang: Dra. Karen Winterman
- 2002: The Santa Clause 2: Melle La Principal Carol Newman
- 2006: La prova del crim (Running Scared): Edele
- 2006: The Santa Clause 3: The Escape Clause: Carol Newman / Mare Noël
- 2011: Answers To Nothing: Kate

## Premis i nominacions
- 2007: Nominada als Premis Saturn com «Millor actriu secundària en una sèrie» per al paper de Juliet Burke a Lost 2004.